# Trương Vĩnh Minh
Trương Vĩnh Minh (tiếng Trung: 张永明; bính âm: Zhāng Yǒngmíng; 1955 – 10 tháng 1 năm 2013) là một kẻ giết người hàng loạt và ăn thịt người ở Trung Quốc. Trương bị kết án và sau đó thú nhận tội giết 11 nam giới từ tháng 3 năm 2008 đến tháng 4 năm 2012. Người ta cho rằng ông ta cho chó ăn thịt của một số nạn nhân và bán các bộ phận khác ở chợ địa phương, gọi nó là "thịt đà điểu". Hung thủ bị tử hình vào ngày 10 tháng 1 năm 2013.

## Tiểu sử
Trương Vĩnh Minh sinh năm 1955 tại thôn Nam Môn, thị trấn Tấn Thành, huyện Tấn Ninh, thành phố Côn Minh, tỉnh Vân Nam, Trung Quốc, là con út trong gia đình có hai anh trai và một chị gái. Từ khi còn nhỏ, Trương đã là người cô độc, ít nói, ít bạn bè. Trương bị bắt và bị kết án tử hình vào năm 1979 về hành vi giết người, ra tù vào tháng 9 năm 1997 sau khi được giảm án. Sau khi ra tù, Trương được chính quyền cấp một mảnh đất gần làng Nam Môn.

## Phạm tội
Vào đầu tháng 5 năm 2012, Bộ Công an Trung Quốc đã cử một nhóm điều tra đến tỉnh Vân Nam sau khi báo chí đưa tin về những thanh niên mất tích trong khu vực. Một trong những người mất tích, là một thanh niên 19 tuổi tên Hàn Diệu, được xác nhận đã bị sát hại. Cuộc điều tra cho thấy một kẻ được cho là sát thủ liên hoàn đã bắt đầu tấn công những người đàn ông đang đi bộ trên con đường gần nhà Trương bắt đầu từ năm 2008. Sau khi giết các nạn nhân, Trương chặt xác, đốt và chôn thi thể để tiêu hủy bằng chứng. Những người dân trong làng cho biết họ đã nhìn thấy những chiếc túi nhựa treo trong nhà cùng với những khúc xương nhô ra. Khi kiểm tra nhà hung thủ, cảnh sát phát hiện mắt người được bảo quản trong bình rượu và các miếng thịt được cho là thịt người treo lên để phơi khô. Có thông tin cho rằng Trương đã cho những con chó của mình ăn thịt của một số nạn nhân cũng như đem những phần thi thể bán ở chợ và nói đó là "thịt đà điểu".

## Xét xử
Trong phiên tòa xét xử, Trương Vĩnh Minh từ chối xin lỗi gia đình nạn nhân và không tỏ ra hối hận. Trương bị tử hình vào ngày 10 tháng 1 năm 2013. Theo Tân Hoa xã, sau vụ việc 12 cảnh sát địa phương đã bị kỷ luật và cách chức do thiếu trách nhiệm.